# تپه بندرآباد
تپه بندر آباد مربوط به مس وسنگ - مفرغ است و در شهرستان کرمانشاه، بخش ماهیدشت، دهستان ماهیدشت، ۱/۵ کیلومتری جنوب غرب روستای بندرآباد واقع شده و این اثر در تاریخ ۷ اسفند ۱۳۸۶ با شمارهٔ ثبت ۲۱۷۴۰ به‌عنوان یکی از آثار ملی ایران به ثبت رسیده است.